# بودجه‌بندی سرمایه‌ای
بودجه‌بندی سرمایه‌ای (انگلیسی: capital budgeting) در امور مالی شرکت‌ها، به تعیین میزان هزینه و درآمد حاصل از دارایی‌های سرمایه‌ای شرکت و انجام تحلیل‌های لازم برای انتخاب نوع این دارایی‌ها اطلاق می‌گردد. در تمامی شرکت‌ها فهرستی از طرح‌ها و پروژه‌ها، جهت برآورد هزینه‌های سرمایه‌ای توسط مدیران میانی و عملیاتی، به مدیران عالی پیشنهاد می‌شود. پس از انجام بررسی‌ها و برگزاری جلسات میان مدیران ارشد و مدیران رده‌های بالاتر، برخی از این طرح‌ها انتخاب می‌شود، سپس بودجه سرمایه‌ای تهیه و جهت تصویب به هیئت مدیره ارائه می‌گردد. طی نمودن این فرایند، نیازمند برآورد وجوه مورد نیاز جهت اجرای طرح‌ها، همچنین پیش‌بینی درآمدها و هزینه‌های اجرای طرح (جریانات نقدی) می‌باشد، که طی نمودن این مراحل، ریسک برآورد هزینه و زمان را تا حد زیادی کاهش می‌دهد.